# 大津英敏
大津 英敏（おおつ えいびん、1943年 - ）は、日本の洋画家。日本芸術院会員、多摩美術大学名誉教授、独立美術協会会員。

## 人物
学生時代は山口薫に師事。1970年代には『毬シリーズ』と呼ばれる幻想的な作品を制作していた。1979年の渡仏後、2人の娘を彼女をモデルにした『少女シリーズ』を描きはじめる。現在も家族を題材にした淡い色調の作品が多いが、風景画にも取り組んでいる。作風にはバルテュスの影響があるといわれている。また渋谷駅構内にはステンドグラスを使った壁画作品が設置されている。

## 年譜
- 1943年 - 熊本県熊本市で生まれる。後に福岡県大牟田市に転居し、高校卒業までを過ごす。
- 1962年 - 福岡県立三池高等学校卒業
- 1967年 - 東京芸術大学美術学部油画科卒業
- 1969年 - 東京芸術大学大学院（山口薫教授）修了
- 1971年 - 第39回独立展で独立賞受賞
- 1973年 - 独立美術協会会員となる
- 1979年 - 家族を伴って渡仏
- 1981年 - 帰国
- 1983年 - 第26回安井賞受賞（「KAORI」）
- 1988年 - 大津英敏展開催
- 1989年 - 多摩美術大学教授就任
- 1993年 - 第11回宮本三郎賞受賞（「宙・そら」）
- 2005年 - 第28回損保ジャパン東郷青児美術館大賞受賞
- 2007年 - 日本芸術院賞受賞。日本芸術院会員に就任
- 2014年 - 多摩美術大学退任。同名誉教授